# Parròquia (civil)
|  | No s'ha de confondre amb Parròquia eclesiàstica. |

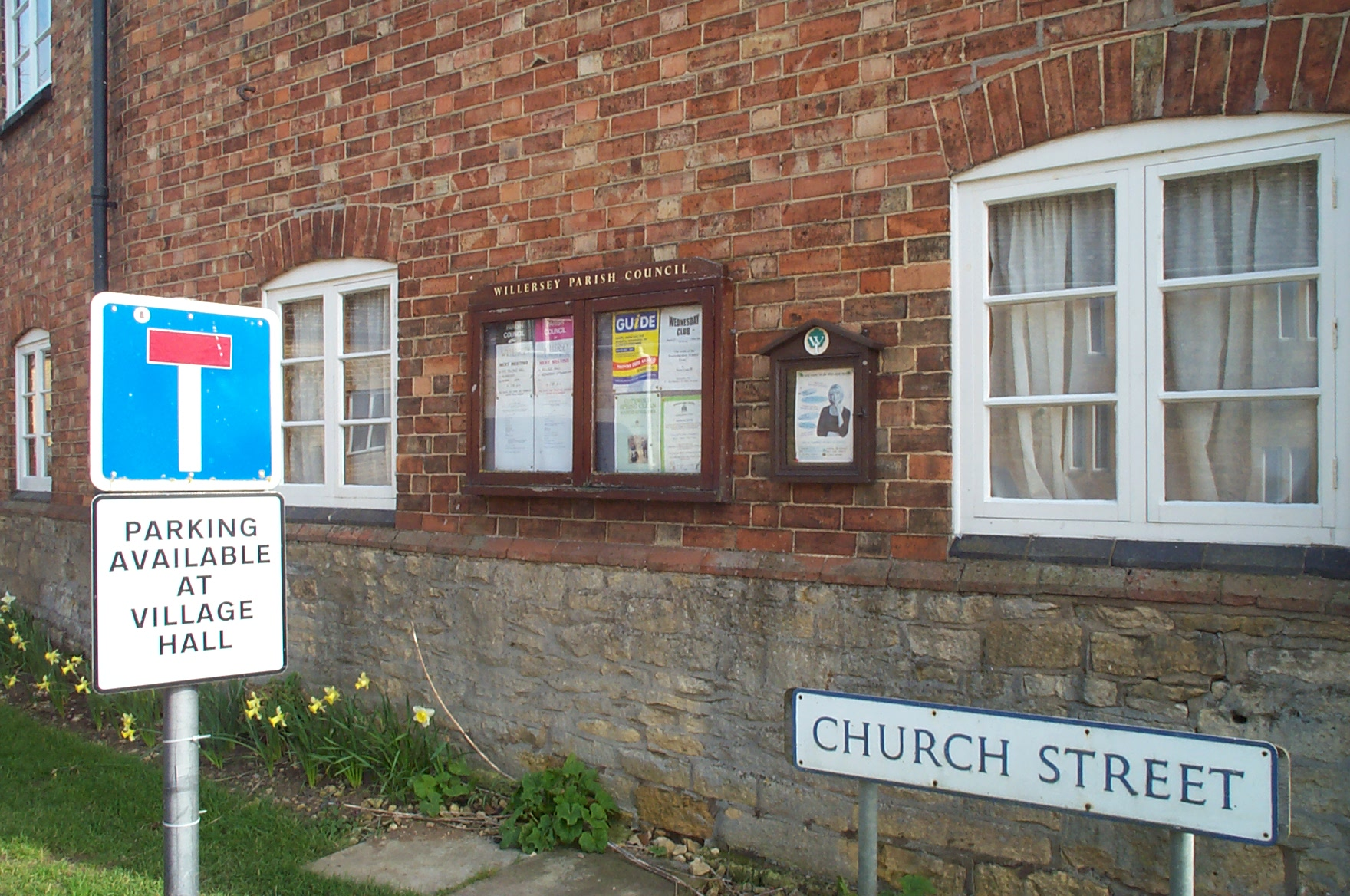
Consell Parroquial de Willersey.

Parròquia és la denominació d'algunes entitats subnacionals en diferents països.

## Espanya

### Astúries
L'Estatut d'Autonomia d'Astúries assumeix la personalitat jurídica de les parròquies rurals, encara que, en la realitat, li falta desenvolupament legal pel que fa a alguns concejos. Alhora, les parròquies es divideixen en barris.

### Galícia
Les parròquies són una divisió administrativa reconeguda per l'Estatut d'Autonomia de Galícia com a entitat col·lectiva de població inferior al «concello» (municipi). Segons el Nomenclàtor Oficial de la Xunta de Galicia, a la comunitat hi ha un total de 3.772 parròquies, que tenen el seu origen en les parròquies eclesiàstiques. Cada parròquia agrupa diferents entitats de població.
Així doncs, els concellos o municipis gallecs es divideixen en una o més parròquies i aquestes, alhora, estan formades per un o més «lugares» (llogarets).

## Andorra
A Andorra les parròquies constitueixen les unitats administratives en què està dividit el país.

## Equador
A l'Equador la parròquia és la divisió politicoterritorial de menor rang. El conjunt de parròquies s'organitza sota la forma jurídic-política de la municipalitat, que és l'autoritat jurisdiccional del cantó en assumptes administratius. Hi ha dos tipus de parròquies: la urbana i la rural. La parròquia urbana és aquella que es troba circumscrita dintre de la metròpoli o ciutat. Consta de tota la infraestructura necessària per a ser una ciutat principal. Les parròquies rurals són aquelles que estan apartades de la ciutat principal o metròpoli. Solen ser comarques o conjunt de recintes els pobladors dels quals viuen de labors agrícoles i del camp.

## Veneçuela
Veneçuela té 2.570 parròquies. És la unitat politicoterritorial de menor rang en què es divideixen els municipis. Les parròquies són considerades demarcacions de caràcter local creades amb l'objectiu de descentralitzar l'administració municipal i per a la divisió de les Jefaturas Civiles, que equivalen a tribunals locals encarregats de l'àmbit jurídic. La parròquia està regida per una junta parroquial, dirigida per un prefecto nomenat per l'alcalde. Des de les eleccions de 1992 la ciutadania tria directament els representants de les juntes parroquials. L'any 2005 per primera vegada es van fer comicis per a escollir les juntes parroquials de manera separada als de governador i alcalde.

## Els Estats Units d'Amèrica
L'estat estatunidenc de Louisiana manté la denominació de parròquia (en anglès: parish) per a l'entitat que en la resta d'estats es coneix com a comtat (en anglès: county). Fins a la fi del segle xix també es mantingueren a Carolina del Sud.

## Altres països
Altres regions del món on les parròquies són unitats administratives:
- Anglaterra
- Antigua i Barbuda
- Barbados
- Bermudes
- Canadà
- Dominica
- Escòcia
- a Gal·les es mantingueren fins al 1974
- Grenada
- Guernsey
- Irlanda
- Irlanda del Nord
- Jamaica
- Jersey
- Louisiana
- Montserrat
- Nova Gal·les del Sud
- Portugal, anomenades freguesias
- Saint Kitts i Nevis
- San Marino
- Saint Vincent i les Grenadines
- Veneçuela